# Jean-Michel Bloch-Lainé
 (mai 2019).
Si vous disposez d'ouvrages ou d'articles de référence ou si vous connaissez des sites web de qualité traitant du thème abordé ici, merci de compléter l'article en donnant les références utiles à sa vérifiabilité et en les liant à la section « Notes et références ».
Jean-Michel Bloch-Lainé, né le 28 avril 1936 à Boulogne-Billancourt et mort le 27 juillet 2017 à Paris, est un haut fonctionnaire et banquier français.

## Biographie

### Jeunesse et études
Jean-Michel Bloch-Lainé naît de l'union de François Bloch-Lainé et d'Anne-Marie d'Abbadie d'Arrast. Il étudie à l'Institut d'études politiques de Paris, où il prépare le concours de l'École nationale d'administration. Il est admis au sein de la promotion Saint-Just (1961-1963).

### Parcours professionnel
Bien classé, Jean-Michel Bloch-Lainé sort de l'ENA au sein de l'Inspection générale des finances. Il devient chargé de mission au ministère de l'Économie et des Finances en 1970, puis est nommé directeur adjoint du cabinet ministériel de Michel Debré.
En 1972, il devient chef du bureau des mouvements des fonds au service des activités financières de la direction du Trésor, puis sous-directeur aux Affaires internationales au ministère l'année suivante. En 1974, il est nommé sous-directeur à la direction du Trésor. De 1976 à 1978, il occupe les fonctions de directeur de la construction au ministère de l'Équipement.
Administrateur d'État de la Société française de matériels d'armement (Sofma) et de la Société nationale de construction de logements pour les travailleurs (Sonacotra), Bloch-Lainé est délégué à l’architecture et à la construction en 1978, président du Centre scientifique et technique du bâtiment (CSTB) en 1979 et de la mission interministérielle pour la qualité des constructions publiques de 1980 à 1982.
Nommé directeur général des Impôts de 1982 à 1984, il accède au grade d'inspecteur général des finances en 1986. Il est président-directeur général de la Banque Worms de 1984 à 1992.
Il préside la commission « Vie quotidienne et Cadre de vie » du Xe Plan de 1989 à 1992. Il préside la Grande Halle de la Villette en 1990, ainsi que le conseil d'administration du Logement français de 1991 à 1993. Il est membre du Conseil de surveillance de la Caisse française de développement devenue 1998, de l'Agence française de développement (AFD) de 1993 à 2001 et l'Union nationale interfédérale des œuvres et organismes privés sanitaires et sociaux (Uniopss) de 1999 à 2007.
Il est membre du Haut comité pour le logement des personnes défavorisées, du Comité économique et social européen, du Conseil national de l'habitat, du Conseil national de l'aide aux victimes, du Conseil national de l'aménagement et du développement du territoire.

### Parcours professoral
Comme son père, Jean-Michel Bloch Lainé enseigne à l'Institut d'études politiques de Paris.
Pendant les évènements de Mai 68, il est élu par les maîtres de conférences de l'école pour les représenter au sein d'une commission composée d'étudiants, de représentants des maîtres de conférences, et de représentants des professeurs. Il siège ainsi aux côtés de Pierre Gerbet, Pierre Joxe, Alain Lancelot, et Jacques Rigaud.

## Distinctions
- Commandeur de la Légion d'honneur (11 avril 2004)[4]
- Commandeur de l'ordre national du Mérite

## Publications
- Un espace pour la vie, 1980.